# Jacques Chabot
Ne doit pas être confondu avec Jacques Cazotte ou Jacques Chazot.
Pour les articles homonymes, voir Chabot.
Jacques A.M.R. Chabot, né le 10 octobre 1953 à Waremme est un homme politique belge wallon, membre du Parti socialiste.
Il est licencié en sciences économiques (ULg, 1975) ; maîtrise en Administration des Affaires ; chercheur universitaire à l'ULB ; directeur général de la SA CecoForma ; cadre chez Bull ; délégué de la Région wallonne auprès de la Communauté européenne[réf. nécessaire].

## Fonctions politiques
- Député fédéral belge 
  - du 13 juin 1999 au 2 mai 2007;
  - du 1er septembre 2017, en suppléance de Willy Demeyer. Il a prêté serment le 9 novembre 2017.
- Membre du Conseil régional wallon du 29 avril 1998 au 13 juin 1999, il remplace Henri Mouton, démissionnaire
  - Membre du Conseil de la Communauté française
- conseiller provincial de Liège (1992-1998)
- conseiller communal de Waremme (1977-)
  - échevin (1983-1996)
  - bourgmestre ff de Waremme(1993-1994, 1996)
  - Bourgmestre de Waremme(juillet 1996 à décembre 2006; depuis décembre 2012 jusqu’en 2024).